# Гебестроф
Гебестро́ф (фр. Guébestroff) — коммуна во французском департаменте Мозель региона Лотарингия. Относится к кантону Дьёз.

## Географическое положение
Гебестроф расположен в 55 км к юго-востоку от Меца. Соседние коммуны: Геблен и Бургальтроф на северо-востоке, Бидестроф на востоке, Вергавиль и Лендр-От на юго-востоке, Дьёз на юге, Валь-де-Брид на юго-западе, Вюис на западе, Ледресен на севере.

## История
- Бывший домен аббатства Вергавиль, принадлежал графу Вижерик в 966 году.
- Вошёл в Лотарингию в составе приората Дьёз.
- Коммуна была уничтожена во время Тридцатилетней войны 1618—1648 годов и долгое время после этого оставалась необитаемой. К 1650 году в деревне проживало лишь четыре семейства.

## Демография
По переписи 2008 года в коммуне проживало 58 человек.